# Verdrag van Parijs (1883)
Het Unieverdrag van Parijs van 20 maart 1883 tot bescherming van de industriële eigendom (ook gekend als 'Verdrag van Parijs') regelt een aantal belangrijke aspecten van industriële eigendom. Hieronder worden begrepen octrooien, gebruiksmodellen, tekeningen en modellen, handelsmerken en dienstenmerken, handelsnamen, aanduidingen van oorsprong, en de bestrijding van oneerlijke mededinging.
Het Unieverdrag werd inmiddels herzien te Brussel, op 14 december 1900, te Washington, op 2 juni 1911, te 's-Gravenhage, op 6 november 1925, te Londen, op 2 juni 1934, te Lissabon, op 31 oktober 1958, te Stockholm, op 14 juli 1967, en geamendeerd op 28 september 1979.
Een voor de praktijk belangrijke bepaling van het Verdrag van Parijs is de creatie van het 'voorrangsrecht'. Wie in een van de landen van de Unie een eerste aanvraag indient voor het verkrijgen van een octrooi of een gebruiksmodel voor een bepaalde vinding, geniet gedurende 12 maanden een recht van voorrang dat hem toelaat om in andere landen van de Unie bescherming te vragen voor de in de oorspronkelijke aanvraag beschreven uitvinding. De latere aanvragen worden door de respectieve buitenlandse octrooiverlenende instanties behandeld alsof zij op dezelfde datum waren ingediend als de oorspronkelijke aanvraag - de verdere behandeling van de verschillende nationale of regionale aanvragen is evenwel onafhankelijk van die van de oorspronkelijke aanvraag.
Voor merken en modellen is het systeem hetzelfde, maar bedraagt de duur van het voorrangsrecht slechts 6 maanden.
Het TRIPs-verdrag verwijst naar het Unieverdrag van Parijs, waardoor de bepalingen van het Unieverdrag bindend zijn voor de leden van de Wereldhandelsorganisatie.